# 宮下紘
宮下 紘（みやした ひろし）は、日本の法学者。中央大学総合政策学部教授。内閣府個人情報保護推進室政策企画専門職、駿河台大学法学部専任講師（後、准教授）などを経て現職。学位は、博士（法学）（一橋大学、2007年）。

## 人物
- 専攻は憲法、比較憲法、情報法。

## 経歴

### 学歴
- 2007年　一橋大学大学院法学研究科博士後期課程 修了

### 職歴
- 2005年　日本学術振興会特別研究員
- 2008年　駿河台大学法学部 専任講師
- 2011年　駿河台大学法学部 准教授
- 2012年　ハーバード大学ハーバード・ロー・スクール 客員研究員（在外研究）
- 2013年　中央大学総合政策学部 准教授
- 2021年　中央大学総合政策学部 教授

## 研究
- プライバシーに関する問題や個人情報保護法制について研究を行なっている。個人情報保護については著書があるほか各地で精力的に講演を行なっている。

## 社会における活動
- 内閣府行政刷新会議 規制・制度改革に関する分科会 参考人
- 内閣府 諸外国等個人情報保護制度の実態調査検討委員会 委員
- 総務省 情報公開・個人情報保護有識者懇談会 構成員
- 台湾行政院 科学技術顧問戦略委員会 委員

## 著書

### 単著
- 『個人情報保護の施策』（朝陽会／全国官報販売協同組合、2010年）
- 『プライバシー権の復権と自由と尊厳の衝突』（中央大学出版部、2015年）
- 『事例で学ぶプライバシー』（朝陽会、2016年）
- 『ビッグデータの支配とプライバシーの危機』（集英社、2017年）

### 共著
- （翻訳）『アメリカ憲法への招待』（リチャード・H・ファロンJr．著）（三省堂、2010年）
- （庄司克宏編）『インターネットの自由と不自由　ルールの視点から読み解く』（法律文化社、2017年）
- （岡本有佳編）『自粛社会をのりこえる　慰安婦写真展中止事件と表現の自由』（岩波書店、2017年）